# Skogstrollspindel
Skogstrollspindel (Diplocentria bidentata) är en spindelart som först beskrevs av James Henry Emerton 1882.  Skogstrollspindel ingår i släktet Diplocentria och familjen täckvävarspindlar. Arten är reproducerande i Sverige. Inga underarter finns listade i Catalogue of Life.